# Peter Vandermeersch
Peter Vandermeersch (Torhout, 23 februari 1961) is een Belgische journalist die zowel hoofdredacteur was van De Standaard in België, als van NRC Handelsblad in Nederland.

## Biografie
Vandermeersch werd geboren in Torhout en groeide op in Brugge, Veurne en Aalst. Hij studeerde geschiedenis in Gent, journalistiek in Parijs en politieke wetenschappen aan Harvard. Van 1988 tot 2010 werkte hij voor De Standaard. Hij begon er op de cultuurredactie en was nadien onder meer correspondent in Parijs en New York. In 1999 werd hij hoofdredacteur. In februari 2006 benoemde de Vlaamse Uitgeversmaatschappij, later dat jaar omgedoopt tot Corelio, hem tot algemeen hoofdredacteur van de krantendivisie. In die functie was Vandermeersch eindverantwoordelijk voor het redactionele beleid en de commerciële positionering van de verschillende Corelio-krantentitels.
Tijdens de periode dat hij bij De Standaard werkte, eerst als journalist en later als hoofdredacteur, onderging deze krant enkele ingrijpende wijzigingen. Zo verscheen de krant op tabloidformaat en verdween de christelijke, Vlaamse referentie (AVV-VVK) op de voorpagina van de krant. Deze verwijdering illustreert de wijziging in redactionele lijn die de krant in al die jaren onderging: van een krant die blijk gaf van een duidelijke christelijke visie evolueerde ze naar een die volgens sommigen de antiklerikale overtuigingen van Vandermeersch overnam of volgens anderen naar een krant die het christendom hooguit beschouwt als een nobele levensfilosofie naast zovele andere.
In De Standaard van 17 juni 2004 publiceerde Vandermeersch een open brief aan zijn collega's. Daarin stelt hij dat De Standaard de pretentie heeft "om een rol te spelen in de Vlaamse samenleving. We willen die samenleving open en verdraagzaam, democratisch en welvarend. Het is onze taak om over die samenleving te berichten, die te analyseren en te becommentariëren". Hij steekt echter de hand in eigen boezem. "Het Vlaams Blok is niet groot geworden dankzij maar ondanks de media. Dat moet ons tot de nodige bescheidenheid aanzetten".
Begin november 2007 werd Vandermeersch lid van het directiecomité van Corelio. Op 13 november 2007 verkozen leden van de Stichting Marketing en de lezers van het weekblad Trends hem tot "marketeer van het jaar". Het was de eerste keer dat een journalist en hoofdredacteur die onderscheiding kreeg.
Op 1 september 2010 werd Vandermeersch hoofdredacteur bij NRC Handelsblad. Diezelfde maand gaf hij in een via GeenStijl uitgelekte interne nota aan hoe de krant meer dynamiek te geven en tot het centrum van het Nederlandse politieke en intellectuele debat te brengen. Hij verliet De Standaard, maar werd daar later columnist. Hij schreef in zijn tweewekelijkse columns over zijn nieuwe thuisland, waarvan hij de nationaliteit aanvroeg. Dat laatste werd ook goedgekeurd, maar toen hij moest kiezen tussen de Belgische en Nederlandse nationaliteit, werd hij “weer gewoon Belg”.
Vandermeersch kondigde begin 2019 aan per 1 september 2019 zijn functie als hoofdredacteur te willen neerleggen, en verder te gaan als correspondent voor NRC Handelsblad in Frankrijk, zoals hij eerder deed voor De Standaard. Na de aankondiging stopte hij ook als columnist bij De Standaard. Nadat Mediahuis, waarin Corelio opging, het Ierse krantenbedrijf Independent News & Media (INM) kocht, kreeg Vandermeersch de vraag om INM te transformeren en dus af te zien van het geplande correspondentschap in Frankrijk. Volgens Mediahuis heeft Vandermeersch daarvoor een goed profiel, aangezien hij een Ierse vrouw heeft en de mediasector goed kent. Vandermeersch ging in op dat aanbod.
In juni 2020 behoorde Vandermeersch, Frederik Delaplace en Koen Clement tot de laatste drie kandidaten voor de opvolging van Paul Lembrechts als CEO van de VRT. Na een laatste interviewronde werd beslist dat Delaplace de Vlaamse openbare omroep ging leiden.
In 2022 werd Vandermeersch CEO van de Ierse afdeling van Mediahuis.

### Piet de Moor
Publicist en schrijver Piet de Moor schreef op 30 mei 2006 een eerste open "bitterbrief" aan Vandermeersch. Daarin verweet hij Vandermeersch, De Standaard en de Vlaamse kwaliteitspers in het algemeen dat ze de maatschappelijke discussie steeds meer uit de weg gingen, onder druk van de commercie, de verkoopcijfers en het toenemende totalitarisme in Vlaanderen. De Moor schreef in totaal zes "bitterbrieven" die in oktober 2006 in boekvorm verschenen onder de titel Brieven aan mijn postbode, Will Tura en Peter Vandermeersch.

### Béatrice Delvaux
Vandermeersch reageerde boos op de uitzending van Bye Bye Belgium, het fictieve extra journaal over eenzijdige uitroeping van de Vlaamse onafhankelijkheid op de RTBF. Vandermeersch en de hoofdredactrice van Le Soir, Béatrice Delvaux, voerden na de uitzending op 13 december 2006 een pennenstrijd via de columns in hun beider kranten. Ze besloten uiteindelijk in de toekomst gezamenlijke artikelen te schrijven over kwesties die beide taalgemeenschappen in België betreffen, maar waarin de visies over de taalgrens verschillen. Daaruit voortvloeiend organiseerden De Standaard en Le Soir in het voorjaar van 2007 een gezamenlijke reeks over de toekomst van België.

## Trivia
- Vandermeersch nam twee keer deel aan het tv-programma De Slimste Mens ter Wereld. In 2003 (1 deelname) en in 2009/2010 (11 deelnames). In 2009/2010 verloor hij in de finale van de latere winnares Linda De Win.

- Gemeinsame Normdatei: 1141947293
- International Standard Name Identifier: 0000 0000 6151 3046
- Library of Congress Control Number: n95110946
- Nederlandse Thesaurus van Auteursnamen: 072059117
- Système universitaire de documentation: 086697226
- Virtual International Authority File: 19699612
- WorldCat: E39PBJxrRF94XfhDDxxqddKWXd